# Volker Hildebrandt
Volker Hildebrandt (* 1953 in Duisburg) ist deutscher Medienkünstler. Sein Werk umfasst Grafik, Malerei, Video, Multimedia, Objekt und Zeichnung. 

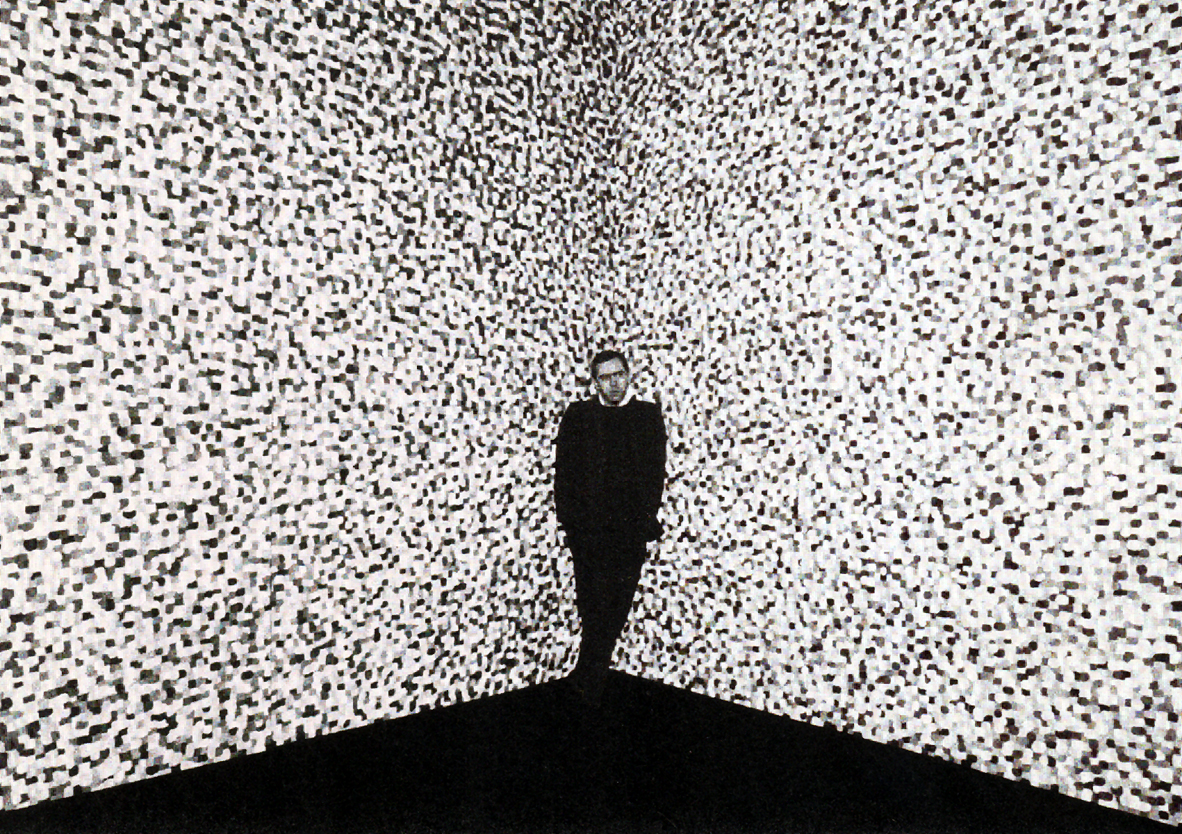
Volker Hildebrandt im „Rosa Raum“, 1985 während der „Artware“, CCH-Hamburg

## Leben
Von 1972 bis 1978 hat Hildebrandt Kunstgeschichte und Sonderpädagogik in Bonn und Köln studiert. Anschließend bezog er ein Atelier in Duisburg, wo er bis 1988 blieb. Seitdem wohnt und arbeitet Hildebrandt in Köln. 1992 erhielt er den Kunstpreis der Anker Bank Köln.

## Werk
Ende der 1970er Jahre ist das Werk Volker Hildebrandts der Konzeptkunst zuzuordnen; mit den Mitteln der Sprache erfolgt eine Auseinandersetzung mit Raum und Zeit. Anfang der 1980er Jahre wendet sich Hildebrandt verstärkt den elektronischen Medien Fernsehen, Computer und Bildschirmtext (BTX) zu, später auch Video, um in seiner Kunst die für diese Geräte typischen Verfahren der Bilderstellung kritisch zu überprüfen. Die Auseinandersetzung mit der Struktur und den Produktionsweisen medialer Bilder ist ein wesentlicher Aspekt seiner Kunst. Auch die Wahrnehmung und Rezeption von Medienikonen aus Film, Kunst, Sport und Politik macht einen großen Teil seiner künstlerischen Arbeit aus. 
Nach der Einführung des BTX in Deutschland 1983 war Hildebrandt der erste deutsche Künstler, der das neue Medium zur Übertragung einer immateriellen Ausstellung von eigens dafür konzipierten Kunstwerken verwendete (Bildstörung – Hildebrandt, 1983; BTX Dance, 1983; Hotel Rasputin, 1989) und diese damit vielen Rezipienten unabhängig von ihrem Aufenthaltsort simultan zugänglich machte. 
1983 hat Volker Hildebrandt sich außerdem erstmals mit dem Phänomen der Bildstörung im Fernsehen auseinandergesetzt, in dessen Unbestimmtheit alle denkbaren Bilder als Möglichkeit enthalten sind (BTX-Ausstellung, 1985). Das Schneetreiben der weißen, grauen und schwarzen Punkte übersetzt Hildebrandt seitdem in pastos aufgetragene, materiell greifbare Malerei, mit der er Leinwände (Ausstellungen Pictory, 1994), Objekte (TV-Baby, 1998) und räumliche Installationen (Rosa Raum, 1985; Rosa Schnecke, 1986; Rosa Zimmer, 1997) überzieht. Dabei spielt die Einbeziehung von Sprache erneut eine Rolle, was insbesondere bei der Arbeit mit Tageszeitungen zum Ausdruck kommt (Ausst. spektakuleer, 1991): auf den mit flirrenden Punkten überzogenen Zeitungsseiten geben einzig die freigelassene Überschriften einen ironischen Kommentar zum ansonsten inhaltsleeren Farbauftrag.
Vergleichbar mit dem Phänomen der Bildstörung sind für Hildebrandt in den 1990er Jahren die verschlüsselten Bilder des Pay-TV, die nur unscharf das Gezeigte erkennen lassen und damit laut Hildebrandt im Unterschied zu herkömmlichen Fernsehbildern die Phantasie der Betrachter anregen, insbesondere bei der codierten Übertragung von Pornofilmen (Kiss, 1998; Moodoo, 1999).
Die hierbei schon angelegte Beschäftigung mit der bildlichen Konstruktion der Wahrnehmung durch die Massenmedien führt Volker Hildebrandt in der Reihe der VIPs fort. In ihre Einzelteile zersplitterte Sequenzen von Film- oder Videoaufnahmen berühmter Stars legen einerseits den Prozess der Bilderstellung offen, ergeben andererseits – im kleinen Format rasterförmig aneinandergereiht – ein völlig neues, von weitem nicht mehr zu entzifferndes Bild. Umgekehrt überträgt Hildebrandt beispielsweise die fotografischen Porträts der deutschen Kanzler (2005) in eine pointillistische Graumalerei, die erst aus der Ferne ein erkennbares Bild ergeben.
Seit 2000 arbeitet Volker Hildebrandt auch mit und in den Medien Film (Kill Bill Still, 2007) und Video (M dna, 2002). 2008 stellt er einen Antrag an das Welterbe-Komitee der UNESCO, das Phänomen Bildstörung in die Liste der schützenswerten Güter aufzunehmen und zum Welt-Kulturerbe zu erklären.

### Einzelausstellungen (Auswahl)
- 1976 Willich, Galerie Löhrl Volker Hildebrandt: Kennedy: Dallas, 2004, C-Print, 100 × 100 cm

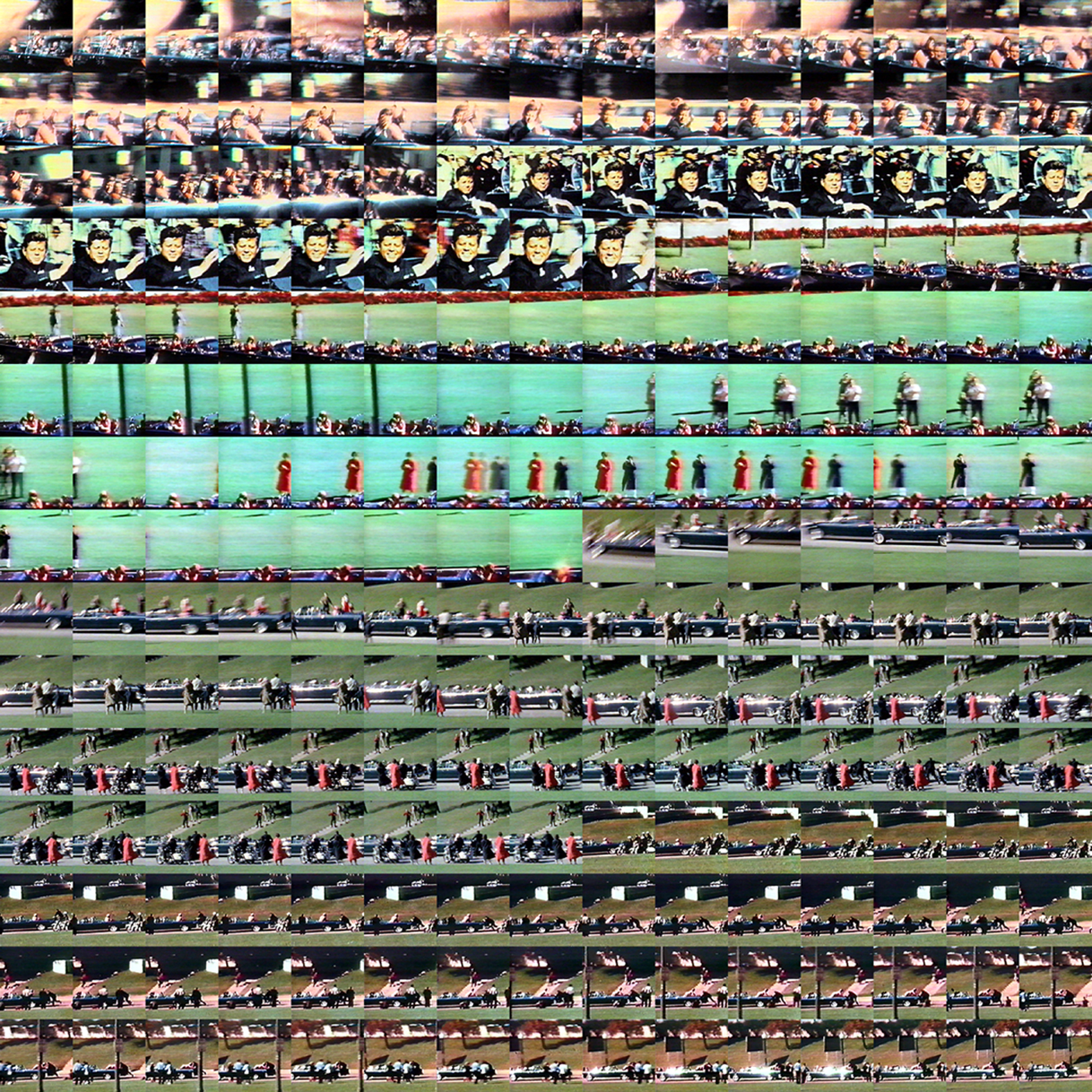
Volker Hildebrandt: Kennedy: Dallas, 2004, C-Print, 100 × 100 cm

- 1977 Warschau, Galeria Wspolczesna
- 1980 Bremerhaven, Kunstverein: Ob ich Zeit habe? Die Zeit hat mich!
- 1981 Klagenfurt, Galerie Hildebrand
- 1983 Bildschirmtext: Bildstörung – Hildebrandt
- 1986 Mülheim an der Ruhr, Städtisches Museum: Rosa Schnecke
- 1989 Bildschirmtext: Welcome to Hotel Rasputin
- 1990 Köln, Art Cologne, Förderprogramm, Karin Bolz Galerie
- 1990 Leverkusen, Museum Morsbroich: Der Saal der Sammlung und Das Zimmer des Sammlers
- 1991 Wuppertal, Galerie Epikur: spektakuleer
- 1992 Regensburg, Galerie Lindinger + Schmid
- 1994 Chemnitz, Städtische Kunstsammlungen: Pictory – der Sieg der Bilder
- 1995 Regensburg, Museum Ostdeutsche Galerie: Eine Art Recycling
- 1996 Köln, Lutz Teutloff Galerie: La Fantasia
- 1998 Bochum, TZR Galerie: Die zwei Seiten der Kanaille
- 1999 Wuppertal, Galerie Epikur: Bildstörung
- 2001 Hamburg, Erotic Art Museum: Transvision – Back to Hotel Rasputin
- 2002 München, Museum für moderne Kunst: Goddesses
- 2003 München, Jörg Heitsch Galerie: Goddesses
- 2006 Frankfurt, Deutsches Filmmuseum Frankfurt a. M.: Fussball.Still
- 2006 München, Hilton Munich City Gallery: Deutschland gegen Holland (mit Rob Scholte)
- 2007 Wuppertal, Galerie Epikur: Elephants. Eyes
- 2007 Köln, Zoo: Elephants. Eyes (Satelliten-Ausstellung der Tierschau des Wallraf-Richartz-Museum)
- 2008 Amsterdam, Galerie Witteveen: Biltstoeroong

### Gruppenausstellungen (Auswahl)
- 1986 Mülheim a.d. Ruhr, Städtisches Museum: BTX-Art
- 1992 Hagen, Karl Ernst Osthaus-Museum: Trivial Machines
- 1997 Konstanz, Kunstverein: Das neue Gesicht
- 1997 Leverkusen, Museum Morsbroich: Standort Deutschland
- 1997 Wuppertal, Von der Heydt-Museum: Kunst der Gegenwart deutscher Künstler
- 1998 Leverkusen, Museum Morsbroich: Global Fun
- 1999 Leverkusen, Museum Morsbroich: Aspekte 1942–1998
- 2000 Köln, Deutsches Sport- und Olympiamuseum: Kunstfußball – Fußballkunst
- 2000 Leverkusen, Museum Morsbroich: Von Angesicht zu Angesicht
- 2002 Karlsruhe, Zentrum für Kunst und Medientechnologie (ZKM): Medienkunst im Dialog 1992–2002
- 2003 London, The Country Hall Gallery: Marilyn Monroe – Life of a Legend
- 2004 Düsseldorf, Künstlerverein Malkasten: You’ll never walk alone – Kunst und Sport
- 2005 Wien, BA~CA Kunstforum und Kunsthalle Wien: Superstars – Von Warhol bis Madonna
- 2005 Wien, Wien Museum: John F. Kennedy
- 2006 München, Münchner Stadtmuseum: Fußball: Ein Spiel – viele Welten
- 2007 Karlsruhe, Zentrum für Kunst und Medientechnologie (ZKM): art_clips, .ch.at.de
- 2008 Chicago, Cultural Center: Life as a Legend: Marilyn Monroe

### Projekte mit Zeitungen
- 1992 artist kunstmagazin, Heft 14/15: Artists-Auflage
- 1992 die Woche, 25. Jahrgang Nr. 22 vom 27. Mai 1992
- 1994 Kultur, 5. Jahrgang Nr. 39: Concetto triviale
- 1995 Hamburger Morgenpost, Nr. 296/51 vom 19. Dezember 1995
- 1995 Kultur-Joker, 5. Jahrgang, 37./38. Woche, 15. bis 28. September 1995
- 2003 Plattlinger Anzeiger, 16. Mai 2003: Eintracht Deggendorf

### Videos
- 2002 M dna, mit Marco Lietz, SVCD mit Grafik, Galerie Epikur Wuppertal
- 2002 HKvsRB, SVCD und Grafik, Galerie Epikur Wuppertal
- 2004 Never, DVD und Grafik
- 2006 iLife Beckenbauer, DVD und Grafik